# Diocèse de Banmaw
Le diocèse de Banmaw (Dioecesis Banmavensis), ou de Bhamo, est un siège épiscopal de l'Église catholique en Birmanie, suffragant de l'archidiocèse de Mandalay. En 2012, il comptait 30 829 baptisés pour 341 693 habitants.

## Territoire
Son territoire couvrant 10 740 km2 s'étend sur les districts de Bhamo, de Mansi, de Momauk et de Shwegu au nord du pays dans l'État de Kachin.
Il confine à l'est et au nord-ouest au diocèse de Myitkyina, au sud à l'archidiocèse de Mandalay et au diocèse de Loikaw.
Son siège épiscopal est à Bhamo où se trouve la cathédrale Saint-Patrick.
Le diocèse est subdivisé en 13 paroisses.

## Histoire
Ce territoire de peuples montagnards est évangélisé à partir de la fin du XIXe siècle par les missionnaires français des Missions étrangères de Paris, mais rencontre d'énormes difficultés et des échecs répétés, avant de connaître un nouvel élan dans les années 1960, malgré l'opposition des autorités officielles et l'expulsion des missionnaires.
Le diocèse est érigé le 28 août 2006 par la bulle Venerabiles Fratres de Benoît XVI, recevant son territoire du diocèse de Myitkyina.

## Ordinaires
- Raymond Sumlut Gam, depuis le 28 août 2006.

## Statistiques
En 2012, le diocèse comptait 30 829 baptisés pour 341 693 habitants (9 %), 21 prêtres diocésains, 6 religieux et 35 religieuses dans 13 paroisses.